# Ptychomitrium standleyi
Ptychomitrium standleyi är en bladmossart som beskrevs av H. Crum 1984. Ptychomitrium standleyi ingår i släktet atlantmossor, och familjen Ptychomitriaceae. Inga underarter finns listade i Catalogue of Life.